# Essener Turnerbund Schwarz-Weiß 1962-1963
Questa voce raccoglie le informazioni riguardanti il Essener Turnerbund Schwarz-Weiß nelle competizioni ufficiali della stagione 1962-1963.

## Stagione
Nella stagione 1962-1963 il Schwarz Weiss Essen, allenato da Kuno Klötzer, concluse il campionato di Oberliga ovest al 7º posto.

## Rosa
| N. |                     | Ruolo | Calciatore       |
| -- | ------------------- | ----- | ---------------- |
|    | Germania (bandiera) | P     | Horst Breuers    |
|    | Germania (bandiera) | P     | Günter Jansen    |
|    | Germania (bandiera) | P     | Hermann Merchel  |
|    | Germania (bandiera) | D     | Horst Kracht     |
|    | Germania (bandiera) | D     | Günter Krafczyk  |
|    | Germania (bandiera) | D     | Karl-Heinz Mozin |
|    | Germania (bandiera) | D     | Heinz Steinmann  |
|    | Germania (bandiera) | C     | Jürgen Geisen    |
|    | Germania (bandiera) | C     | Heinz Ingenbold  |

| N. |                     | Ruolo | Calciatore       |
| -- | ------------------- | ----- | ---------------- |
|    | Germania (bandiera) | C     | Heinz Kördell    |
|    | Germania (bandiera) | C     | Richard Kulot    |
|    | Germania (bandiera) | C     | Willi Ridder     |
|    | Germania (bandiera) | A     | Heribert Heuting |
|    | Germania (bandiera) | A     | Theo Klöckner    |
|    | Germania (bandiera) | A     | Rainer Landen    |
|    | Germania (bandiera) | A     | Manfred Rummel   |
|    | Germania (bandiera) | A     | Manfred Schmidt  |
|    | Germania (bandiera) | A     | Horst Trimhold   |

## Organigramma societario
Area tecnica
- Allenatore: Kuno Klötzer
- Allenatore in seconda:
- Preparatore dei portieri:
- Preparatori atletici:
- Analisi video:

## Calciomercato

### Sessione estiva
| Acquisti | Acquisti      | Acquisti    | Acquisti |
| R.       | Nome          | da          | Modalità |
| -------- | ------------- | ----------- | -------- |
| C        | Heinz Kördell | Schalke 04  |          |
| C        | Willi Ridder  | VfB Lohberg |          |

| Cessioni | Cessioni         | Cessioni                    | Cessioni |
| R.       | Nome             | a                           | Modalità |
| -------- | ---------------- | --------------------------- | -------- |
| C        | Wilfried Günther | Sportfreunde 05 Saarbrücken |          |
| C        | Otto Laszig      | Hannover 96                 |          |
| A        | Gerhard Süß      | Kickers Offenbach           |          |
| A        | Kurt Zaro        | Sciaffusa                   |          |

## Risultati

### Oberliga ovest

#### Girone di andata
| Arbitro: | Pescher |

|  |           |             |
|  | Marcatori | 31’ Schmidt |

| Arbitro: | Siepe |

|              |           |                   |
| Trimhold 32’ | Marcatori | 33’, 86’ Gerhardt |

| Arbitro: | Malka |

|                 |           |              |
| Mozin 5’ (aut.) | Marcatori | 15’ Trimhold |

| Arbitro: | Brodüffel |

|                           |           |                |
| Kulot 49’ Rummel 66’, 73’ | Marcatori | 8’ Pohlschmidt |

| Arbitro: | Hennig |

|                                     |           |  |
| Meyer 3’, 80’ Straschitz 39’ (rig.) | Marcatori |  |

| Arbitro: | Radermacher |

|                |           |            |
| Rummel 5’, 38’ | Marcatori | 48’ Schütz |

| Arbitro: | Buschhorn |

|  |           |                               |
|  | Marcatori | 35’ (rig.) Mozin 72’ Klöckner |

| Arbitro: | Irmer |

|                                     |           |  |
| Heuting 10’ Rummel 25’ Trimhold 88’ | Marcatori |  |

| Arbitro: | Nawrocki |

|                        |           |  |
| Trimhold 14’, 24’, 34’ | Marcatori |  |

| Arbitro: | Wieser |

|               |           |           |
| Wölk 20’, 79’ | Marcatori | 58’ Kulot |

| Arbitro: | Leidag |

|            |           |  |
| Rummel 51’ | Marcatori |  |

| Arbitro: | Weyland |

|  |           |                         |
|  | Marcatori | 22’ Rummel 75’ Klöckner |

| Arbitro: | Niemeyer |

|                                   |           |                                 |
| Koch 8’ Overdiek 57’ Pöggeler 80’ | Marcatori | 22’ Schmidt 67’ (aut.) Gehlisch |

| Arbitro: | Malka |

|                        |           |                        |
| Kördell 41’ Rummel 57’ | Marcatori | 24’ Schäfer 87’ Müller |

| Arbitro: | Heß |

|                                               |           |                                          |
| Martinelli 9’ Bergstein 29’ Breuer 76’ (rig.) | Marcatori | 15’ (aut.) Nievelstein 33’, 35’ Trimhold |

#### Girone di ritorno
| Arbitro: | Hennig |

|              |           |  |
| Trimhold 48’ | Marcatori |  |

| Arbitro: | Wieser |

|                          |           |                 |
| Libuda 59’, 82’ Berz 88’ | Marcatori | 13’, 30’ Rummel |

| Arbitro: | Siepe |

|           |           |  |
| Lulka 20’ | Marcatori |  |

| Arbitro: | Pescher |

|                  |           |                  |
| Mozin 55’ (rig.) | Marcatori | 60’ Siemensmeyer |

| Arbitro: | Fork |

|                               |           |  |
| Hülß 63’ Matischak 70’ (rig.) | Marcatori |  |

| Arbitro: | Ehlert |

|            |           |  |
| Häfner 63’ | Marcatori |  |

| Arbitro: | Baumgärtel |

|                                                              |           |              |
| Henrichwark 7’ Klimaschefski 15’, 54’ Wehrle 39’ Niemuth 64’ | Marcatori | 74’ Trimhold |

| Arbitro: | Schörnich |

|                                               |           |  |
| Rummel 22’ Kulot 28’ Trimhold 60’ Kördell 85’ | Marcatori |  |

| Arbitro: | Radermacher |

|            |           |  |
| Rummel 32’ | Marcatori |  |

| Arbitro: | Schubring |

|                             |           |                          |
| Heuting 3’ Mozin 60’ (rig.) | Marcatori | 40’ Nolden 44’ Walenciak |

| Arbitro: | Hoffmann |

|                         |           |  |
| Rummel 65’ Trimhold 73’ | Marcatori |  |

| Arbitro: | Leidag |

|                      |           |  |
| Müller 25’ Habig 45’ | Marcatori |  |

| Arbitro: | Niemeyer |

|           |           |              |
| Wosab 56’ | Marcatori | 52’ Klöckner |

| Arbitro: | Vieler |

|              |           |               |
| Trimhold 43’ | Marcatori | 90’ Bergstein |

| Arbitro: | Hochrath |

|            |           |  |
| Ridder 42’ | Marcatori |  |

## Statistiche

### Statistiche di squadra
| Competizione   | Punti | In casa | In casa | In casa | In casa | In casa | In casa | In trasferta | In trasferta | In trasferta | In trasferta | In trasferta | In trasferta | Totale | Totale | Totale | Totale | Totale | Totale | DR |
| Competizione   | Punti | G       | V       | N       | P       | Gf      | Gs      | G            | V            | N            | P            | Gf           | Gs           | G      | V      | N      | P      | Gf     | Gs     | DR |
| -------------- | ----- | ------- | ------- | ------- | ------- | ------- | ------- | ------------ | ------------ | ------------ | ------------ | ------------ | ------------ | ------ | ------ | ------ | ------ | ------ | ------ | -- |
| Oberliga ovest | 33    | 15      | 10      | 4       | 1       | 28      | 10      | 15           | 3            | 3            | 9            | 16           | 27           | 30     | 13     | 7      | 10     | 44     | 37     | +7 |
| Totale         | 33    | 15      | 10      | 4       | 1       | 28      | 10      | 15           | 3            | 3            | 9            | 16           | 27           | 30     | 13     | 7      | 10     | 44     | 37     | +7 |

### Andamento in campionato
| Giornata  | 1 | 2  | 3 | 4 | 5  | 6 | 7 | 8 | 9 | 10 | 11 | 12 | 13 | 14 | 15 | 16 | 17 | 18 | 19 | 20 | 21 | 22 | 23 | 24 | 25 | 26 | 27 | 28 | 29 | 30 |
| --------- | - | -- | - | - | -- | - | - | - | - | -- | -- | -- | -- | -- | -- | -- | -- | -- | -- | -- | -- | -- | -- | -- | -- | -- | -- | -- | -- | -- |
| Luogo     | T | C  | T | C | T  | C | T | C | C | T  | C  | T  | T  | C  | T  | C  | T  | T  | C  | T  | T  | T  | C  | C  | C  | C  | T  | T  | C  | C  |
| Risultato | V | P  | N | V | P  | V | V | V | V | P  | V  | V  | P  | N  | N  | V  | P  | P  | N  | P  | P  | P  | V  | V  | N  | V  | P  | N  | N  | V  |
| Posizione | 5 | 10 | 8 | 6 | 10 | 8 | 4 | 2 | 1 | 5  | 4  | 4  | 4  | 5  | 5  | 5  | 5  | 5  | 5  | 8  | 9  | 10 | 10 | 7  | 7  | 7  | 7  | 7  | 7  | 7  |

Legenda:

Luogo: C = Casa; T = Trasferta. Risultato: V = Vittoria; N = Pareggio; P = Sconfitta.

### Statistiche dei giocatori
| H. Breuers   | 1  | 0  | 0 | 0 |
| J. Geisen    | 3  | 0  | 0 | 0 |
| H. Heuting   | 19 | 2  | 0 | 0 |
| H. Ingenbold | 29 | 0  | 0 | 0 |
| G. Jansen    | 26 | 0  | 0 | 0 |
| T. Klöckner  | 23 | 3  | 0 | 0 |
| H. Kracht    | 1  | 0  | 0 | 0 |
| G. Krafczyk  | 28 | 0  | 0 | 0 |
| R. Kulot     | 30 | 3  | 0 | 0 |
| H. Kördell   | 29 | 2  | 0 | 0 |
| R. Landen    | 2  | 0  | 0 | 0 |
| H. Merchel   | 3  | 0  | 0 | 0 |
| K. Mozin     | 30 | 3  | 0 | 0 |
| W. Ridder    | 2  | 1  | 0 | 0 |
| M. Rummel    | 30 | 13 | 0 | 0 |
| M. Schmidt   | 18 | 2  | 0 | 0 |
| H. Steinmann | 30 | 0  | 0 | 0 |
| H. Trimhold  | 26 | 13 | 0 | 0 |